# Lena Valaitis
Lena Valaitis (właściwie Anelė Luise Jüssen, z domu Valaitytė, ur. 7 września 1943 w Kłajpedzie) – niemiecka piosenkarka i aktorka litewskiego pochodzenia, reprezentantka Niemiec na Konkursie Piosenki Eurowizji 1981 z utworem Johnny Blue.

## Życiorys
Urodziła się 7 września 1943 w należącej wówczas do III Rzeszy Kłajpedzie (niem. Memel). Jej ojciec był żołnierzem Wehrmachtu i zginął podczas II wojny światowej. Jej matka uciekła z nią i jej bratem ze zniszczonej Kłajpedy na wyspę Fehmarn, a następnie zamieszkała w Memmingen. Podczas nauki w szkole brała lekcje śpiewu, po czym porzuciła edukację i rozpoczęła pracę dla Deutsche Bundespost.
W 1970 podpisała pierwszy kontrakt płytowy i wkrótce wydała pierwszy singiel Halt das Glück für uns fest, a niedługo później wystąpiła w programie telewizyjnym Drehscheibe na kanale ZDF. Wystąpiła na planie filmu Heute hau'n wir auf die Pauke z 1972. W 1976 utwór Ein schöner Tag będący coverem pieśni Amazing Grace jako pierwszy utwór w jej wykonaniu znalazł się na szczycie list przebojów. Piosenki w jej wykonaniu umieszczono na ścieżce dźwiękowej do filmu Der Mädchenkrieg.
W 1976 po raz pierwszy wzięła udział w niemieckich eliminacjach do Konkursu Piosenki Eurowizji z piosenką Du macht Karriere. W 1981 wygrała eliminacje i wzięła udział w Konkursie Piosenki Eurowizji 1981. Wykonała utwór Johnny Blue skomponowany przez Ralpha Siegela i z tekstem autorstwa Bernda Meinungera. Zajęła drugie miejsce, zdobywając 132 punkty, a singiel dotarł do pierwszej dziesiątki na niemieckich listach przebojów i osiągnął dla Valaitis największy w jej karierze sukces komercyjny.
W 1989 roku jej album z piosenkami świątecznymi pt. Weihnachten mit Lena Valaitis uzyskał status złotej płyty. W 1992 ponownie bezskutecznie brała udział w eurowizyjnych eliminacjach z piosenką Wir seh’n uns wieder. W 1993 zrezygnowała z kariery muzycznej i skupiła się na życiu prywatnym, na scenę muzyczną wróciła w 2001 roku, nagrywając dwa utwory w duecie z Hansim Hinterseerem. W 2020 roku ponownie zrezygnowała z kariery scenicznej.

## Życie prywatne
Była żoną Roberta Wiedmanna, przedsiębiorcy ze Stuttgartu, ma z nim syna o imieniu Marco (ur. 1973). W 1979 wzięła ślub z Horstem Jüssenem, którego poznała na planie serialu telewizyjnego Klimbim i dla którego porzuciła poprzedniego męża, i przyjęła jego nazwisko. Była z nim związana do jego śmierci w 2008 roku, ma z nim syna, Dona (ur. 1983).

## Dyskografia
Albumy:
- Wer gibt mir den Himmel zurück (1974)
- Da kommt Lena (1974)
- Komm wieder, wenn du frei bist (1976)
- ...Denn so ist Lena (1977)
- Ich bin verliebt (1978)
- Nimm es so wie es kommt (1979)
- Lena (1982)
- Weihnachten mit Lena Valaitis (1989)
- Die schönsten Jahre (2005)
- Liebe ist... (2009)
- Ich will Alles (2012)
- Meine Sprache ist die Musik (2018)